# Mikrokernel
Ein Mikrokernel, auch µ-Kernel (von griechisch „μ“ für „Micro“) oder Mikrokern, ist ein Betriebssystemkern, der im Gegensatz zu einem monolithischen Kernel nur grundlegende Funktionen erfüllt – in der Regel sind dies Speicher- und Prozessverwaltung, sowie Grundfunktionen zur Synchronisation und Kommunikation.
Alle weiteren Funktionen werden als eigene Prozesse (Server), die mit den nachfragenden Programmen (Client) kommunizieren, oder als Programmbibliothek, welche von den nachfragenden Programmen eingebunden wird, im Benutzer-Modus implementiert.

Struktur von monolithischem Kernel, Mikrokernel und Hybridkernel im Vergleich

Mikrokerne sind besonders geeignet zur Implementierung verteilter Betriebssysteme, da die Betriebssystem-Komponenten ausgelagert werden können.

## Entwicklung
Durch mangelhaftes Design einiger früherer Implementierungen haben Mikrokerne den Ruf, eher langsam und unübersichtlich zu sein. Jedoch gibt es inzwischen Kernel, die durch Abbau weiterer Funktionalität, aber auch durch starke Optimierung (z. T. mit Verlust der Portabilität) einen hohen Datendurchsatz erreichen und so an Interesse gewinnen. So arbeitet L4 mit lediglich zehn Befehlen.
Auf der PowerPC-Architektur, einer RISC-Architektur, waren extrem leistungsfähige Mikrokerne schon früher realisierbar, da hier die Kontextwechsel wesentlich schneller durchgeführt werden konnten als auf komplexeren Architekturen (CISC), beispielsweise x86.

## Vorteile
Separierte Komponenten
Einzelne Bestandteile des Betriebssystems können beliebig ausgetauscht werden, ohne dass dadurch andere Teile beeinträchtigt werden. Ein klares Schnittstellen-Design hilft dabei. Der Absturz einer einzelnen Komponente führt nicht zwangsläufig zum Zusammenbruch des gesamten Systems.
Treiber im Benutzer-Modus
Die Gerätetreiber laufen zusammen mit einem Anwendungsprogramm im Benutzer-Modus – im Gegensatz zu monolithischen Kerneln, bei denen alle Treiber im privilegierten Modus laufen. Dies hat den Vorteil, dass die Zugriffsrechte der Treiber einzeln bestimmt werden können.
Gerätetreiber brauchen nicht im Kernel zu sein und sind meist so konzipiert, dass sie auch mit Benutzerrechten (im Gegensatz zu root-Rechten oder gar im Kernel) ausgeführt werden können. Gleiches gilt für Dateisystem-Treiber etc., sodass z. B. FTP und WebDAV direkt auf Dateisystem-Ebene implementiert werden können, ohne das Sicherheitsrisiko zu erhöhen, d. h. ein Server lässt sich genauso benutzen wie ein lokales Verzeichnis, von allen Anwendungen aus.
Zur Treiber-Verwendung genügt es, als normaler Benutzer mit Zugriffsrechten auf die benötigte Hardware angemeldet zu sein. Es ist keine Änderung von Systemdateien oder ein Neustart des Systems nötig. Auch können problemlos Hintergrunddienste („services“) gestartet werden, die z. B. unter Linux eine Installation in den Kernel, mit root-Rechten und speziell für diesen Kernel kompiliert, erfordern würden.
Geringere Trusted Computing Base
Der Kernel-Code, dem ein Nutzer vertrauen muss, ist im Vergleich zu monolithischen Betriebssystemen relativ klein und somit einfacher zu verifizieren. Zum Beispiel, hat Minix 3 nur 12.000 Zeilen.

## Nachteile
Geschwindigkeit
Da das auf dem Mikrokern laufende Betriebssystem aus vielen einzelnen Nutzer-Prozessen besteht, sind wesentlich mehr Kontextwechsel nötig als bei monolithischen Betriebssystemen. Dadurch ist ein Mikrokern in der Regel langsamer als ein monolithischer. Für L4 wurde allerdings nachgewiesen, dass L4Linux nur geringfügig (5–10 %) langsamer ist als Linux.
Synchronisation
Für die Leistung eines Mikrokern-Systems ist die Synchronisation der vielen Nutzer-Prozesse von zentraler Bedeutung. Die koordinierenden Kernel-Prozesse sind komplex und verhältnismäßig schwierig zu optimieren.
Hardware-Zugriff
Einige Betriebssystemaufrufe, wie etwa physischer I/O-Zugriff, benötigen den privilegierten Kernel-Modus. Normalen Prozessen sind direkte Zugriffe auf die Hardware aus Sicherheitsgründen untersagt. Um das zu umgehen, können ausgewählte Module wie der I/O-Treiber im Kernel-Modus betrieben werden. Alternativ kann der Mikrokern um elementare I/O-Funktionen erweitert werden, die den Kernel-Modus erfordern. Auf diese Funktionen darf nur der I/O-Treiber zugreifen, der im Benutzer-Modus Mechanismen wie Autorisation implementiert. Beide Lösungen weichen das Mikrokern-Konzept auf.

## Bekannte Mikrokernel
- Mach
  - GNU Mach
- Kernschnittstelle L4, Implementierungen:
  - Fiasco
  - L4Ka::Pistachio
  - L4Ka::Hazelnut
- Quark
- KeyKOS, EROS, Coyotos
- Minix
- Nucleus
- SCIOPTA

## Betriebssysteme, die auf Mikrokerneln aufsetzen
- AmigaOS
- Amoeba
- ChorusOS
- GNU/Hurd
- Google Fuchsia
- HarmonyOS (von Huawei; geplant ab Version 2.0, umgesetzt ab Version 5.0)
- L4Linux
- Minix
- MkLinux
- MorphOS
- PC/GEOS
- PikeOS
- QNX Neutrino
- Singularity
- Symbian OS
- Symobi (verwendet den Sphere Mikrokern)
- Tru64 UNIX
- ENEA Ose
- ThreadX
- VMware ESXi

Windows NT ist, auch wenn dies oftmals fälschlicherweise behauptet wird, kein Mikrokernelsystem. Es gehört zur Gruppe der Hybridkernel. Andrew S. Tanenbaum schreibt hierzu: „Windows NT 3.1 war ein halbherziger Versuch eines Mikrokernelsystems, aber es wurde nicht richtig gemacht, und die Leistung war nicht gut genug auf der Hardware der frühen 1990er Jahre, darum gab man die Idee für eine Weile auf.“
Auch XNU, der Kernel des Betriebssystems Darwin von Apple, ist ein Mach-Hybridkernel. Darwin dient als Kernbetriebssystem (englisch Core Operating System) von macOS und davon abgeleiteten Systemen, wie u. a. iOS.